# Cathy Smith
Catherine Evelyn Smith est une Canadienne née le 25 avril 1947 à Hamilton en Ontario et morte le 16 août 2020 à Maple Ridge en Colombie Britannique. Tour à tour groupie,  choriste occasionnelle, toxicomane, revendeuse de drogue, secrétaire juridique, elle est surtout connue pour son implication dans la mort par overdose de l'acteur John Belushi en 1982, qui lui vaut une peine de quinze mois de prison.

## Biographie
Cathy naît à Hamilton en Ontario le 25 avril 1947 ; orpheline, elle est adoptée par Hector et Evelyn Smith, qui fréquentent tous deux pendant son enfance les Alcooliques anonymes. Elle quitte l'école à 16 ans et traine dans le milieu local du rock 'n' roll.  
Dans les années 1960 à Hamilton elle devient intime avec Levon Helm, Rick Danko et Richard Manuel, trois musiciens qui formeront plus tard le groupe The Band autour de Bob Dylan.  Avec eux, Cathy Smith est impliquée dans des affaires de stupéfiants. Elle repousse une proposition de mariage de Manuel, tombe enceinte de Helm ou de Danko,. Elle affirme avoir été l'inspiratrice d'un des tubes du groupe, The Weight.  
Au début des années 1970, elle travaille pour l'auteur-compositeur-interprète canadien Gordon Lightfoot, dont elle devient la maîtresse pour trois ans. Leur relation est tumultueuse : il boit, est marié par ailleurs, et dans une crise de jalousie casse un jour la pommette de Cathy Smith en la frappant,.  Elle lui inspire son single Sundown, no 1 dans les charts américains et canadiens,. La liaison mène Lightfoot au divorce en 1973, mais ils se séparent en 1974. 
Vers 1976, elle devient une des choristes de Hoyt Axton. Elle chante notamment sur l'enregistrement de sa chanson Fearless (1976) et co-écrit Flash of Fire la même année,.
Elle commence à consommer de l'héroïne à la fin des années 1970. Le journaliste Bob Woodward la dépeint comme revendant des drogues aux membres des Rolling Stones Ron Wood et Keith Richards. Elle s'installe à Los Angeles et à mesure que sa dépendance augmente devient trafiquante à plein temps, pourvoyant en stupéfiants le monde du divertissement. Elle y fréquente notamment Leonard Cohen, l'acteur Seymour Cassel — à qui sa voix rauque inspire pour Cathy le surnom de Butch — , Robin Williams, qui trouve qu'elle donne « la chair de poule », etc.
C'est dans ce contexte qu'elle rencontre le comédien John Belushi (elle en avait fait la connaissance sur le tournage de Saturday Night Live en 1976, lorsqu'elle accompagnait The Band). Elle affirme lui avoir injecté début mars 1982 onze speedballs (une combinaison de cocaïne et d'héroïne) au Château Marmont à Hollywood, qui causent sa mort. Libérée après un premier interrogatoire, elle accorde des interviews à la presse où elle reconnait son implication : « j'ai tué John Belushi. Je ne voulais pas, mais je suis responsable » (National Enquirer). Elle rentre quelques jours plus tard au Canada. En 1986 elle revient aux États-Unis, où elle conclut un accord de plaidoyer en plaidant coupable d'homicide involontaire et de plusieurs accusations liées à la drogue. Condamnée à trois ans de prison, elle reste 15 mois sous les barreaux de décembre 1986 et mars 1988  et est expulsée vers le Canada à sa libération
Elle s'installe à Toronto, où elle travaille comme secrétaire juridique et s'implique dans la prévention des conduites addictives auprès des adolescents. 
En juillet 1991 elle est arrêtée à Vancouver avec deux grammes d'héroïne dans son sac à main, qui lui valent une amende et une peine de probation.
Elle apparaît dans un épisode dans le E! True Hollywood Story sur la mort de Belushi, diffusé pour la première fois en 1998,.
De santé chancelante, sous oxygène les dernières années de sa vie, elle meurt à Maple Ridge le 16 août 2020, à l'âge de 73 ans,.

## Œuvres et crédits
- Smith, Catherine Evelyn, Chasing the Dragon, Key Porter Books, janvier 1984 (ISBN 0-919493-50-5) (autobiographie)
- « Cathy Evelyn Smith », sur IMDb